# MicroMV

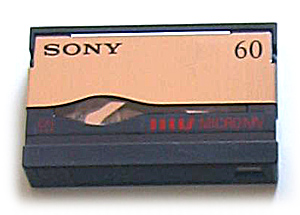
MicroMV

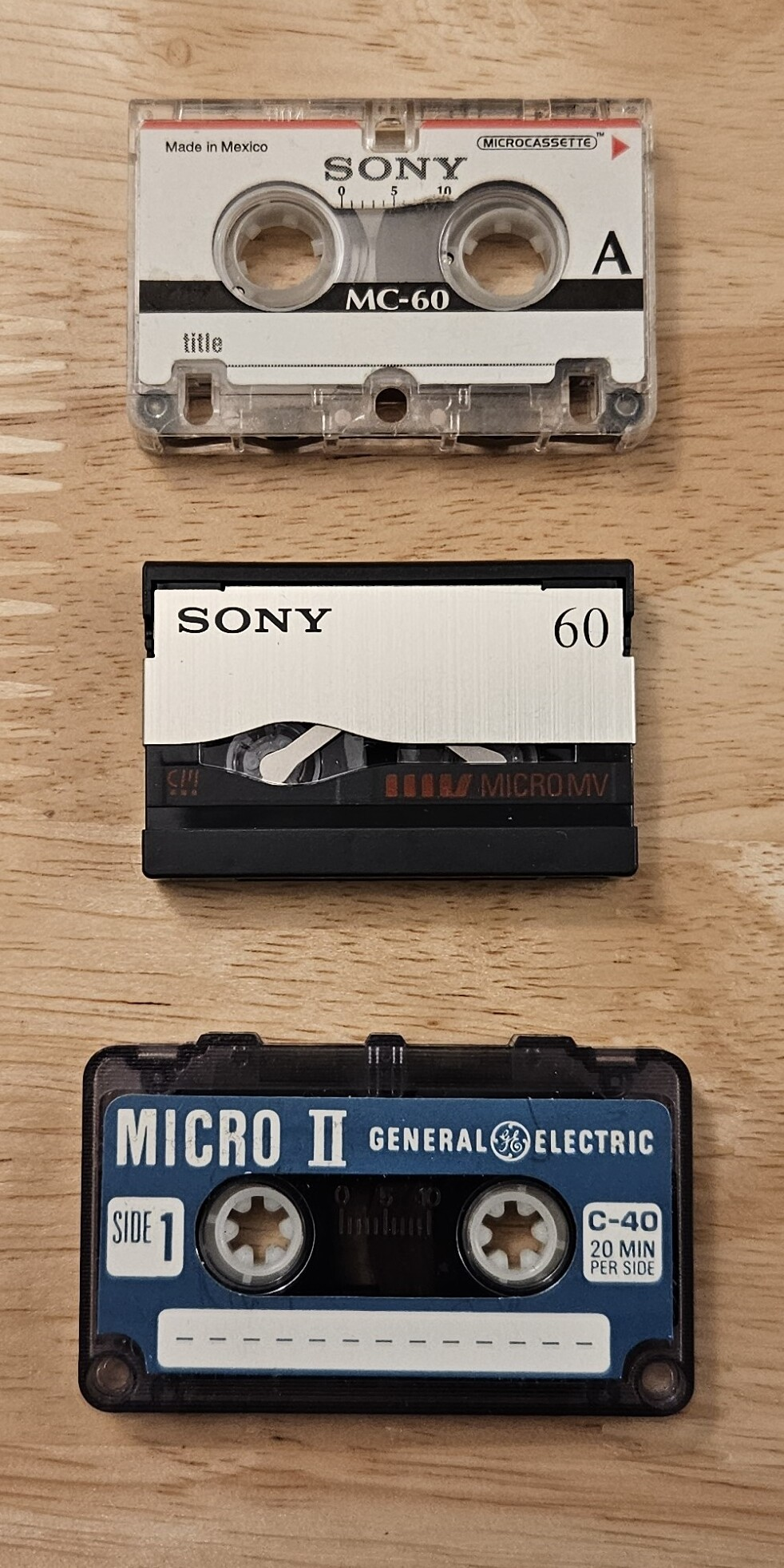
Microcassette, MicroMV und Minicassette

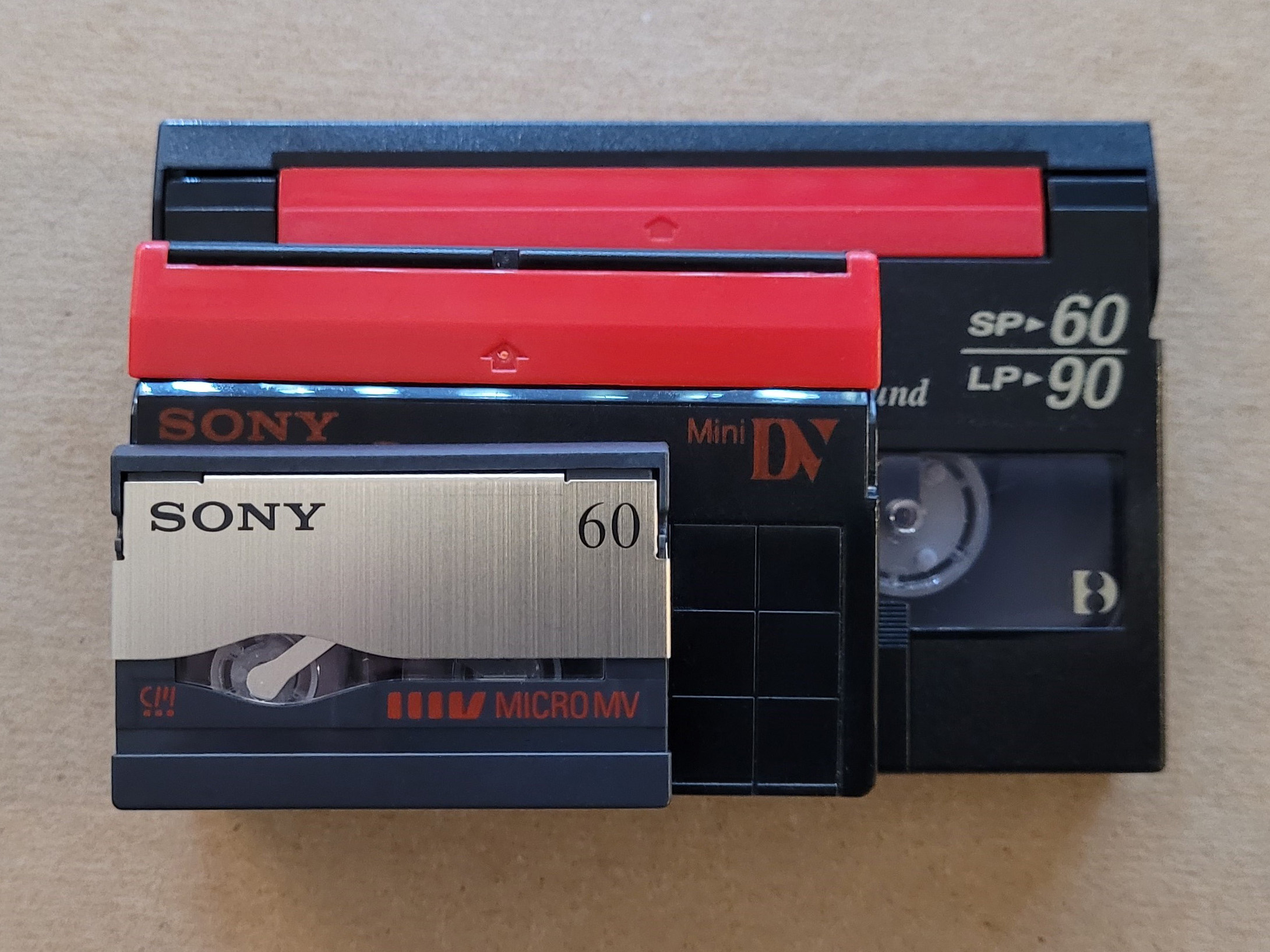
MicroMV MiniDV und Digital8

MicroMV ist ein von Sony um die Jahrtausendwende eingeführter Standard für Camcorderkassetten im Ultrakompaktbereich. Mit MicroMV wurden Anfang der Zweitausender Jahre die kleinsten und leichtesten Camcorder der Welt gebaut. Insgesamt kamen sieben verschiedene Modelle mit MicroMV auf den Markt, die alle an ihrem Namenszusatz DCR-IP erkannt werden können. Inzwischen ist die Produktion dieser Geräte eingestellt. Kassetten waren jedoch 2007 noch verfügbar.
MicroMV nimmt auf briefmarkengroße Kassetten mit einem MPEG-2-Derivat in einer Datenrate von 12 Mbit/s auf. Das Aufzeichnungsformat ist zu DV inkompatibel, aufgrund der stärkeren Kompression liegt auch die Bildqualität geringfügig unter der von DV, was jedoch in der Praxis kaum auffällt.
Schwierig ist es, Softwareunterstützung für das von MicroMV erzeugte Dateiformat *.mmv zu bekommen, da nicht viel Videoschnittsoftware dieses Format unterstützt. Es gibt jedoch inzwischen einige Hersteller, die MMV-Funktionalitäten in ihre Software eingebaut haben oder für die ein Plugin angeboten wird. So gibt es zum Beispiel für Adobe Premiere ein Plugin von Mainconcept.

Auf Macintosh-Computern ist der Import durch iMovie seit iMovie '08 (Version 7.0) möglich.
Nachdem für das hauseigene Videotool von Sony seit 2001 nie ein freiverfügbares Update erschien, bietet es sich an, auf andere Lösungen zurückzugreifen. 
Es gibt auch ein freiverfügbares Tool für MS-Windows, das *.mmv- in *.mpg-Dateien umwandelt, das unter dem Namen mmv2mpg.exe angeboten wird. Es wird in der Eingabeaufforderung bedient (DOS-Fenster), bietet aber auch Batchverarbeitungsmöglichkeiten.
Liste der früher hergestellten MicroMV-Geräte: 
- Sony DCR-IP7 (2001)
- Sony DCR-IP5 (2001)
- Sony DCR-IP45 (2002)
- Sony DCR-IP55 (2002)
- Sony DCR-IP210 (2002)
- Sony DCR-IP220 (2002)
- Sony DCR-IP1 (2003)

Einige dieser Modelle bieten eine Unterstützung von Netzwerkfunktionalitäten über Bluetooth, die das Versenden von Bildern, MPEG-Filmen, E-Mails und das Surfen im Internet ermöglichen, wenn ein entsprechender Bluetooth-Adapter oder ein Bluetooth-fähiges Handy vorhanden ist.
Am 10. November 2015 gab Sony bekannt, die Produktion von MicroMV-Kassetten sowie die von Betamax-Kassetten bis März 2016 einzustellen.